# 天津バイパス
天津バイパス（あまつバイパス）とは千葉県鴨川市東条立体交差を起点とし、同市天津立体交差を終点とする国道128号のバイパス道路である。

## 概要
旧道の天津市街地の渋滞緩和のため、1980年（昭和55年）3月28日に全通。南側は鴨川バイパスと接続している。全線が立体交差となっており信号機は未設置であるほか、トンネルを含めて広い道幅となっている。
もとは有料道路として建設されたが、既に開通していた勝浦有料道路の収支が芳しくないため、接続する当バイパスは当初から無料となった。
旧道は、県道などへの降格はされていない。

## 交差する道路
| 交差する道路                                     | 交差する道路      | 交差する場所 | 交差する場所 |
| ------------------------------------------------ | ----------------- | ------------ | ------------ |
| 国道128号（実入バイパス・計画中） 茂原・勝浦方面 |                   |              |              |
| -                                                | 国道128号（旧道） | 鴨川市       |              |
| 県道81号市原天津小湊線                           |                   | 鴨川市       |              |
| 県道181号天津小湊田原線                          | 国道128号（旧道） | 鴨川市       | 東町         |
| 国道128号（鴨川バイパス） 館山・南房総方面       |                   |              |              |

## その他
- 鴨川北部道路
- 実入バイパス